# 毛叶蓝盆花
毛叶蓝盆花（学名：Scabiosa comosa var. lachnophylla）为川续断科蓝盆花属下的一个变种。